# Adam Dziembowski
Jerzy Adam Dziembowski (ur. 17 marca 1892 w Poznaniu, zm. 23 grudnia 1958 w Szczecinie) – major pilot Wojska Polskiego, kawaler Orderu Virtuti Militari. Żołnierz cesarskiej armii, uczestnik I wojny światowej i wojny polsko-bolszewickiej.

## Życiorys
Syn Zygmunta i Walentyny z Kisielnickich. Od 1902 uczył się w Gimnazjum Humanistycznym im. Fryderyka Wilhelma w rodzinnym mieście. W 1912 zdał maturę i rozpoczął studia na wydziale budowy maszyn w Technische Hochschule w Charlottenburgu. Ukończył dwa lata studiów, lecz wybuch I wojny światowej uniemożliwił mu kontynuowanie nauki.
Otrzymał powołanie do odbycia służby w cesarskiej armii. Początkowo służył w jednostkach zaopatrzeniowych, a w grudniu 1916 został przeniesiony do lotnictwa na stanowisko adiutanta w Staffelstab 223. Od 25 października 1917 rozpoczął szkolenie lotnicze w Flieger-Ersatz-Abtailung Nr 1 w Altenburgu, które kontynuował w Flieger-Ersatz-Abtailung Nr 4 w Poznaniu i Warszawie. Szkolenie zakończył 18 września 1918 i otrzymał przydział Fliegerabteilung (Artillerie) nr 281 i w składzie tej jednostki wykonał 8 lotów bojowych na froncie zachodnim. 10 grudnia 1918 został zdemobilizowany i powrócił do Poznania.
W grudniu 1918 związał się z jedną z organizacji niepodległościowych działających na terenie Poznania. Po wybuchu powstania wielkopolskiego brał udział w walkach na terenie Poznania. W 1919 został przydzielony do sztabu Dowództwa Głównego, 18 stycznia został mianowany dowódcą Stacji Lotniczej Ławica. Od 2 kwietnia wchodził w skład komisji kwalifikacyjnej egzaminującej kandydatów na oficerów lotnictwa. 12 kwietnia samolotem Hannover CL.II, w załodze z sierż. obs. Zdzisławem Biłażewskim, wykonał lot agitacyjny nad polsko-niemiecką linią demarkacyjną i dotarł do Piły. Z powodu awarii silnika przerwał lot i powrócił lotem ślizgowym na pozycje zajmowane przez wojska powstańcze.

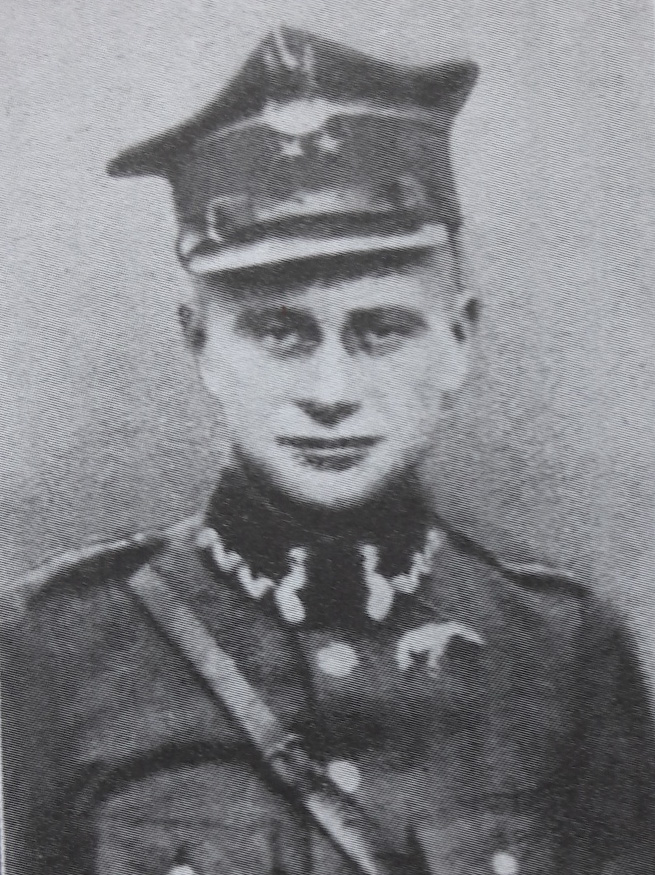
Jerzy Dziembowski por. pilot (1920)

25 maja 1919 powierzono mu zadanie sformowania 4. Wielkopolskiej eskadry bojowej. Dowodził tą jednostką podczas wojny polsko-bolszewickiej.
Podczas walk wyróżnił się szczególną odwagą, brał udział w większości lotów bojowych 15. eskadry myśliwskiej. 16 sierpnia 1920 atakował z niskiego pułapu oddziały 1 Armii Konnej nacierające na pozycje 6. Dywizji Piechoty. Ogniem karabinów maszynowych i bombami zaatakował 1000-osobowy oddział kawalerii i kolumnę taborów na drodze Jabłonówka-Busk. W rejonie Pobużan rozproszył oddział saperów Armii Czerwonej próbujący naprawić uszkodzony most. 17 i 18 sierpnia startował do walki łącznie osiem razy.
Po zakończeniu działań wojennych na krótko pozostał w wojsku. 27 lutego 1921 zdał dowództwo eskadry i rozpoczął bezterminowy urlop celem ukończenia przerwanych studiów. 9 maja 1922 przeszedł do rezerwy, pozostając na ewidencji dywizjonu zapasowego 3. pułku lotniczego. Ukończył cztery semestry prawa w Poznaniu. W marcu 1925 został przeniesiony (w korpusie oficerów rezerwowych) do 4. pułku lotniczego.
Założył w Bydgoszczy fabrykę tlenu i pełnił w niej funkcję dyrektora. Ponadto był właścicielem hurtowni z gramofonami, radiami i rowerami.
Po wybuchu II wojny światowej utracił majątek, który został przejęty przez III Rzeszę. Pracował jako przedstawiciel Zakładów Azotowych w Chorzowie oraz księgowy w fabryce kosmetyków w Bydgoszczy.
Po zakończeniu II wojny światowej jego fabryka tlenu została upaństwowiona, on sam zamieszkał w Szczecinie, gdzie znalazł zatrudnienie jako kierownik fabryki kwasu węglowego. Podjął też próbę wznowienia działalności zakładu produkcji tlenu. Na skutek represji komunistycznych został zwolniony z fabryki, następnie pracował w różnych spółdzielniach jako księgowy. Zmarł 23 grudnia 1958, został pochowany na Cmentarzu Centralnym w Szczecinie.

## Życie prywatne
W 1930 poślubił Martę Kroll, miał dwoje dzieci – syna Kazimierza i córkę Teresę.

## Ordery i odznaczenia
Za swą służbę otrzymał odznaczenia:
- Krzyż Srebrny Orderu Wojskowego Virtuti Militari nr 8092 – 8 kwietnia 1921[16][17],
- Krzyż Walecznych – czterokrotnie,
- Polowa Odznaka Pilota nr 79.